# Alexandru Cicâldău
Alexandru Cicâldău, né le 8 juillet 1997 à Medgidia, en Roumanie, est un footballeur international roumain qui évolue au poste de milieu central à Universitatea Craiova.

## Biographie

### Carrière en club

#### Viitorul Constanța (2016-2018)
Alexandru Cicâldău débute en professionnel avec le club du Viitorul Constanța. Il joue son premier match avec l'équipe première le 31 mars 2016, lors d'un match nul (1-1) face à l'ASA Târgu Mureș. Il ne joue pas beaucoup lors de sa première saison avec les pros. C'est la saison suivante, en 2017-2018, qu'il se révèle. Il inscrit son premier but face à l'Universitatea Craiova le 28 avril 2018, alors que les deux équipes se séparent sur un score nul de 3-3.

#### Universitatea Craiova (2018-2021)
Le 6 juillet 2018, Cicâldău rejoint l'Universitatea Craiova pour un contrat de 4 ans. Il prend le numéro 10. Il joue son premier match de championnat le 23 juillet 2018, face au Politehnica Iași (0-0). Il inscrit son premier but le 26 octobre 2018, sur la pelouse de l'Astra Giurgiu, match au cours duquel son équipe s'impose 0-3.
En août 2020, l'ACF Fiorentina et d'autres clubs italiens s'intéressent à lui mais il reste finalement à Craiova.

#### Galatasaray SK (depuis 2021)
Le 24 juillet 2021, il signe pour 5 ans chez le vice-champion de Turquie, le Galatasaray SK, pour 6,5 millions d'euros. 
Cicâldău joue son premier match pour Galatasaray le 16 août 2021, lors de la première journée de la saison 2021-2022 de première division turque contre Giresunspor. Titularisé, il se distingue en inscrivant également son premier but pour le club en transformant un penalty, et participe ainsi à la victoire de son équipe (1-2 score final). Il se fait remarquer le 25 novembre 2021 en marquant un but contre l'Olympique de Marseille, en phase de groupe de Ligue Europa. Titulaire lors de cette rencontre, il participe donc à la victoire de son équipe (4-2), qui précipite l'élimination des olympiens,.

#### Prêts
Le 27 août 2022, Alexandru Cicâldău rejoint les Émirats arabes unis et le club d'Al-Ittihad Kalba sous la forme d'un prêt d'une saison.
Le 1 août 2023 Alexandru Cicâldău est prêté pour une saison à un autre club turc, Konyaspor.

#### Universitatea Craiova
Alexandru Cicâldău fait son retour à l'Universitatea Craiova le 9 septembre 2024, quittant définitivement Galatasaray. Il signe un contrat courant jusqu'en juin 2028.

### En sélection nationale
Avec les moins de 19 ans, il participe aux éliminatoires du championnat d'Europe des moins de 19 ans en 2015 puis en 2016. À cette occasion, il officie comme capitaine à deux reprises, contre la Tchéquie et l'Autriche. Le 24 mars 2017, Cicâldău fête sa première sélection avec l'équipe de Roumanie espoirs face à la Russie, où les Roumains s'inclinent lourdement sur le score de 5-1. Il inscrit son premier but le 6 octobre de la même année, lors d'une victoire face à la Suisse (0-2). Alexandru Cicâldău est convoqué pour la première fois avec l'équipe nationale de Roumanie en mars 2018,. Le 24 mars 2018, il honore sa première sélection face à l'équipe d'Israël. Il entre en jeu en cours de match et les Roumains s'imposent sur le score de 1-2 au terme de cette rencontre.
Le 31 mars 2021 il se fait remarquer lors d'un match des éliminatoires de la Coupe du monde de football 2022 en inscrivant ses deux premiers buts avec la sélection roumaine, contre l'Arménie. Son équipe s'incline toutefois par trois buts à deux.
Il est retenu dans la liste des 26 joueurs roumains du sélectionneur Edward Iordănescu pour participer à l'Euro 2024.

## Palmarès

### En club

#### Avec le Viitorul Constanța
- Champion de Roumanie en 2017.

#### Avec l'Universitatea Craiova
- Vainqueur de la Coupe de Roumanie en 2021.
- Vainqueur de la Supercoupe de Roumanie en 2021.

## Statistiques détaillées
| Saison                | Club                  | Championnat           | Championnat | Championnat | Championnat | Coupe nationale | Coupe nationale | Coupe nationale | Coupe de la Ligue | Coupe de la Ligue | Coupe de la Ligue | Compétition(s) continentale(s) | Compétition(s) continentale(s) | Compétition(s) continentale(s) | Compétition(s) continentale(s) | Autres compétitions | Autres compétitions | Autres compétitions | Autres compétitions | Roumanie | Roumanie | Roumanie | Total | Total | Total |
| Saison                | Club                  | Division              | M.          | B.          | P.d.        | M.              | B.              | P.d.            | M.                | B.                | P.d.              | Comp.                          | M.                             | B.                             | P.d.                           | Comp.               | M.                  | B.                  | P.d.                | M.       | B.       | P.d.     | M.    | B.    | P.d.  |
| 2015-2016             | Viitorul Constanța II | 3                     | 0           | 0           | 0           | 2               | 0               | 0               | -                 | -                 | -                 | -                              | -                              | -                              | -                              | -                   | -                   | -                   | -                   | 0        | 0        | 0        | 2     | 0     | 0     |
| Sous-total            | Sous-total            | Sous-total            | 0           | 0           | 0           | 2               | 0               | 0               | -                 | -                 | -                 | -                              | -                              | -                              | -                              | -                   | -                   | -                   | -                   | 0        | 0        | 0        | 2     | 0     | 0     |
| 2015-2016             | Viitorul Constanța    | 1                     | 2           | 0           | 0           | 0               | 0               | 0               | 0                 | 0                 | 0                 | -                              | -                              | -                              | -                              | -                   | -                   | -                   | -                   | 0        | 0        | 0        | 2     | 0     | 0     |
| 2016-2017             | Viitorul Constanța    | 1                     | 6           | 0           | 0           | 3               | 0               | 0               | 0                 | 0                 | 0                 | C3                             | 0                              | 0                              | 0                              | -                   | -                   | -                   | -                   | 0        | 0        | 0        | 9     | 0     | 0     |
| 2017-2018             | Viitorul Constanța    | 1                     | 34          | 1           | 3           | 0               | 0               | 0               | -                 | -                 | -                 | C1+C3                          | 2+1                            | 0+0                            | 0+0                            | SC                  | 1                   | 0                   | 0                   | 2        | 0        | 0        | 40    | 1     | 3     |
| Sous-total            | Sous-total            | Sous-total            | 42          | 1           | 3           | 3               | 0               | 0               | 0                 | 0                 | 0                 | -                              | 3                              | 0                              | 0                              | -                   | 1                   | 0                   | 0                   | 2        | 0        | 0        | 51    | 1     | 3     |
| 2018-2019             | Universitatea Craiova | 1                     | 35          | 4           | 0           | 5               | 1               | 0               | -                 | -                 | -                 | C3                             | 2                              | 0                              | 0                              | SC                  | 1                   | 0                   | 0                   | 2        | 0        | 0        | 45    | 5     | 0     |
| 2019-2020             | Universitatea Craiova | 1                     | 32          | 14          | 6           | 3               | 1               | 0               | -                 | -                 | -                 | C3                             | 5                              | 1                              | 0                              | -                   | -                   | -                   | -                   | 2        | 0        | 0        | 42    | 16    | 6     |
| 2020-2021             | Universitatea Craiova | 1                     | 38          | 11          | 3           | 4               | 1               | 1               | -                 | -                 | -                 | C3                             | 1                              | 0                              | 0                              | -                   | -                   | -                   | -                   | 8        | 2        | 0        | 51    | 14    | 4     |
| 2021-2022             | Universitatea Craiova | 1                     | 1           | 0           | 0           | 0               | 0               | 0               | -                 | -                 | -                 | C1                             | 1                              | 0                              | 0                              | SC                  | 1                   | 0                   | 0                   | 0        | 0        | 0        | 3     | 0     | 0     |
| Sous-total            | Sous-total            | Sous-total            | 106         | 29          | 9           | 12              | 3               | 1               | 0                 | 0                 | 0                 | -                              | 9                              | 1                              | 0                              | -                   | 2                   | 0                   | 0                   | 12       | 2        | 0        | 141   | 35    | 10    |
| 2021-2022             | Galatasaray SK        | 1                     | 32          | 4           | 4           | 1               | 0               | 0               | -                 | -                 | -                 | C3                             | 7                              | 1                              | 0                              | -                   | -                   | -                   | -                   | 11       | 1        | 0        | 51    | 6     | 4     |
| 2022-2023             | Galatasaray SK        | 1                     | 1           | 0           | 0           | 0               | 0               | 0               | -                 | -                 | -                 | -                              | -                              | -                              | -                              | -                   | -                   | -                   | -                   | -        | -        | -        | 1     | 0     | 0     |
| Sous-total            | Sous-total            | Sous-total            | 33          | 4           | 4           | 1               | 0               | 0               | 0                 | 0                 | 0                 | -                              | 7                              | 1                              | 0                              | -                   | 0                   | 0                   | 0                   | 11       | 1        | 0        | 52    | 6     | 4     |
| 2022-2023             | Ittihad Kalba (prêt)  | Pro League            | 26          | 4           | 6           | 2               | 1               | 0               | 2                 | 0                 | 1                 | -                              | -                              | -                              | -                              | -                   | -                   | -                   | -                   | 5        | 1        | 1        | 35    | 6     | 8     |
| Sous-total            | Sous-total            | Sous-total            | 26          | 4           | 6           | 2               | 1               | 0               | 2                 | 0                 | 1                 | -                              | 0                              | 0                              | 0                              | -                   | 0                   | 0                   | 0                   | 5        | 1        | 1        | 35    | 6     | 8     |
| 2023-2024             | Konyaspor             | 1                     | 4           | 0           | 1           | -               | -               | -               | -                 | -                 | -                 | -                              | -                              | -                              | -                              | -                   | -                   | -                   | -                   | 4        | 0        | 0        | 8     | 0     | 1     |
| Sous-total            | Sous-total            | Sous-total            | 4           | 0           | 1           | 0               | 0               | 0               | 0                 | 0                 | 0                 | -                              | 0                              | 0                              | 0                              | -                   | 0                   | 0                   | 0                   | 5        | 0        | 0        | 9     | 0     | 1     |
| Total sur la carrière | Total sur la carrière | Total sur la carrière | 211         | 38          | 25          | 18              | 4               | 1               | 2                 | 0                 | 1                 | -                              | 19                             | 2                              | 0                              | -                   | 3                   | 0                   | 0                   | 35       | 4        | 1        | 288   | 48    | 28    |